# Enontekiö
Enontekiö (en same du Nord : Eanodat) est une municipalité du nord-ouest de la Finlande, en Laponie.

## Géographie
La municipalité occupe une queue de poêle de la Finlande, langue de terre coincée entre la Suède et la Norvège. La commune comporte un poste frontière avec chacun de ces pays, respectivement à Kaaresuvanto et Kilpisjärvi. Elle est en outre bordée par les municipalités d'Inari à l'est, Muonio et Kittilä au sud.
Près de Kilpisjärvi, le cairn des Trois Royaumes matérialise le point triple Finlande-Suède-Norvège.
Commune très allongée (plus de 160 km de long), avec une superficie de 8 391,31 km2 elle est la 3e plus étendue de Finlande par la superficie totale après Inari et Sodankylä (et la 4e pour la superficie hors lacs).
C'est également la seule municipalité de Finlande qui puisse être qualifiée de montagneuse car elle abrite 60 % des tunturis du pays et tous les sommets de plus de 1 000 mètres (appartenant à la chaîne des Alpes scandinaves).
Ses deux sommets les plus connus sont le mont Halti et le mont Saana.
La commune comprend également la partie nord du Parc national de Pallas-Yllästunturi, autour de l'Ounastunturi, et elle voit naître la rivière Muonio.
En raison de sa nature sauvage et de ses possibilités de randonnées presque infinies, été comme hiver, la commune connaît un développement important du tourisme, toujours moins présent cependant que dans les municipalités disposant d'importantes stations de ski (Kittilä, Inari, Kolari…).

## Population
La commune est caractérisée par sa très faible population (moins de 1 900 et en diminution), et la présence significative des Samis pratiquant l'élevage extensif des rennes. Des seize villages, Hetta est le plus important avec environ 500 habitants.
Depuis 1980, la démographie d'Enontekiö a évolué comme suit,, :
| Année      | 1980  | 1985  | 1990  | 1995  | 2000  | 2005  |
| ---------- | ----- | ----- | ----- | ----- | ----- | ----- |
| population | 2 286 | 2 419 | 2 472 | 2 413 | 2 145 | 2 000 |

| Année      | 2010  | 2015  | 2020  |
| ---------- | ----- | ----- | ----- |
| population | 1 876 | 1 868 | 1 836 |

## Administration

### Conseil municipal
Les 17 conseillers municipaux sont répartis comme suit:
| Parti     | Parti                               | Sièges 2021–2025 |
| --------- | ----------------------------------- | ---------------- |
|           | Parti de la Coalition nationale     | 3                |
|           | Vrais Finlandais                    | 1                |
|           | Ligue verte                         | 2                |
|           | Chrétiens-démocrates                | 1                |
|           | Parti du centre                     | 3                |
|           | Yhteislista Enontekiöläisten ääni   | 5                |
|           | Johtti Sápmelaccat rs:n yhteislista | 2                |
| Sources : |                                     |                  |

### Subdivisions administratives
Enontekiö est composé des villages suivants :
| Villages d'Enontekiö |                |
| Nom finnois          | Nom sami       |
| Hetta                | Heahttá        |
| Jatuni               | Jáhton         |
| Kaaresuvanto         | Gárasavvon     |
| Kelottijärvi         |                |
| Ketomella            |                |
| Kilpisjärvi          | Gilbbesjávri   |
| Kultima              | Gulddán        |
| Kuttanen             | Guhttás        |
| Leppäjärvi           | Leaibejávri    |
| Luspa                | Luspi          |
| Markkina             | Márkan         |
| Maunu                |                |
| Muotkajärvi          | Muotkejávri    |
| Näkkälä              | Neahčil        |
| Nartteli             |                |
| Nunnanen             | Njunnás        |
| Palojärvi            | Bálojávri      |
| Palojoensuu          | Bálojotnjálbmi |
| Peltovuoma           | Bealdovuopmi   |
| Raittijärvi          |                |
| Ropinsalmi           |                |
| Saivomuotka          |                |
| Sonkamuotka          |                |
| Vähäniva             |                |
| Vuontisjärvi         | Vuottesjávri   |
| Ylikyrö              |                |

## Lieux et monuments
- Järämä (fi)
- Enontekiön kotiseutumuseo
- Église d'Enontekiö
- Muotkatakka (fi)
- Saana
- Halti
- Pihtsusköngäs (fi)

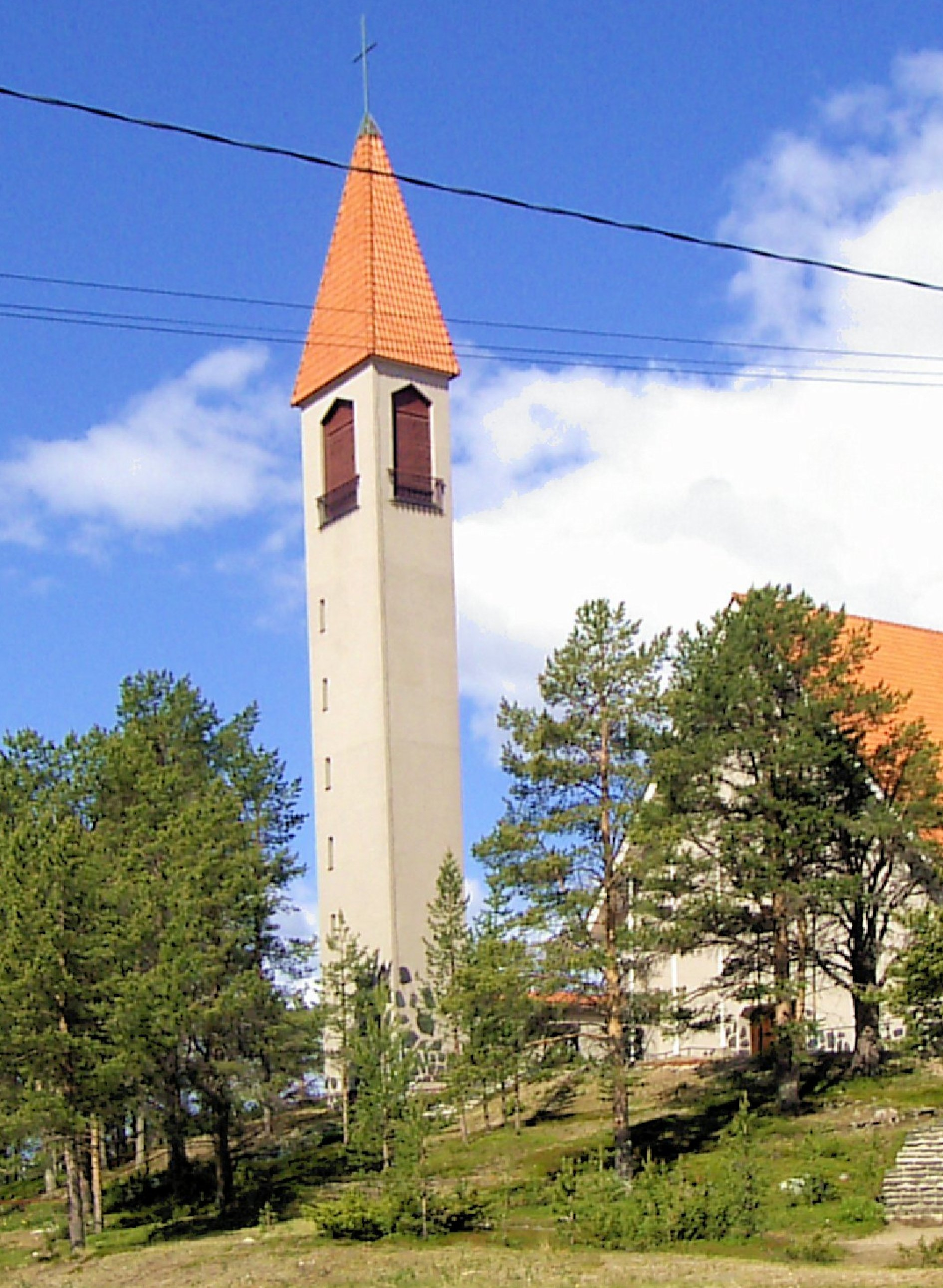
Église d'Enontekiö.

- Parc national de Pallas-Yllästunturi
- Zone sauvage de Käsivarsi
- Parc naturel de Malla (fi)
- Kalottireitti

## Transports

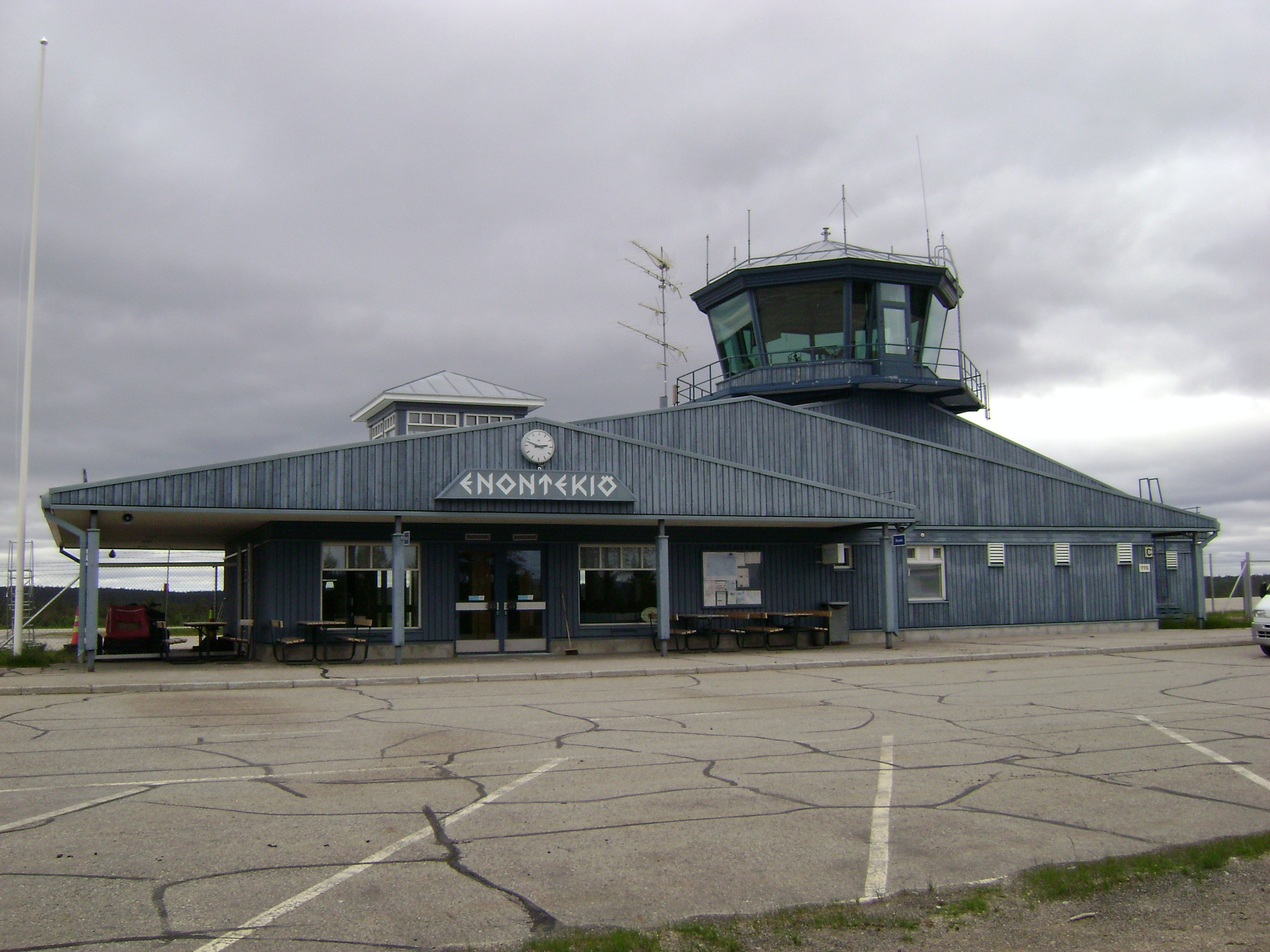
L'aéroport d'Enontekiö.

### Ferroviaire
La gare la plus proche se situe à Kolari, à 155 km de Hetta.

### Aérien
Le petit aéroport d'Hetta accueille 1 vol quotidien vers Helsinki. L'aéroport de Kittilä permet aussi de desservir la commune.

### Routier

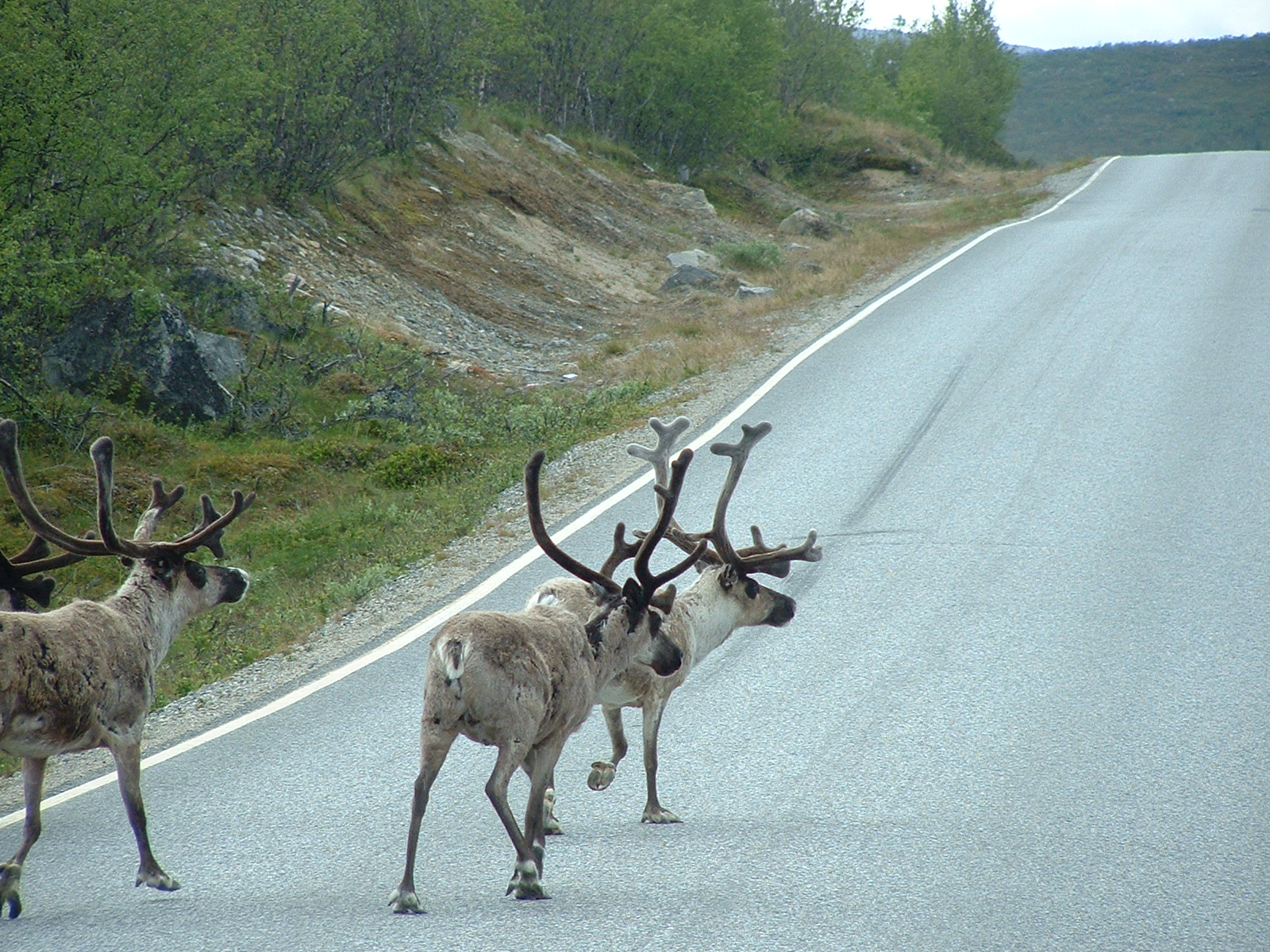
Rennes sur la RN 21.

La nationale 21 (route européenne 8) longe la frontière suédoise de Tornio à Kilpisjärvi. Elle traverse donc la commune dans le sens de la longueur. C'est la nationale la plus élevée de Finlande, elle franchit un col à 566 mètres d'altitude.
180 kilomètres séparent Hetta de Kilpisjärvi, et il y a encore 160 km entre Kilpisjärvi et Tromsø en Norvège. Les distances suivantes séparent Hetta des principales villes de Finlande :
- Rovaniemi : 304 km ;
- Oulu : 468 km ;
- Tampere : 969 km ;
- Helsinki : 1080 km ;
- Turku : 1104 km.

La seututie 959 relie la Finlande et la Suède.

## Personnalités
- Yrjö Kokko, écrivain
- Nils-Aslak Valkeapää, artiste